# Bappi Lahiri
Bappi Lahiri, né Alokesh Aparesh Lahiri le 27 novembre 1952 et mort le 15 février 2022, est un chanteur, compositeur et réalisateur artistique indien,.